# Idea (chi bướm)
Idea là một chi bướm ngày thuộc Họ Bướm giáp. Các loài trong chi này tập trung ở Đông Nam Á.

## Các loài
Listed alphabecitaclly.
- I. agamarschana (C. & R. Felder, [1865])
- I. blanchardi Marchal, 1845
- I. durvillei Boisduval, 1832
- I. electra (Semper, 1878)
- I. hypermnestra (Westwood, 1848)
- I. iasonia or I. jasonia (Westwood, 1848)
- I. idea (Linnaeus, 1763)
- I. leuconoe Erichson, 1834
- I. lynceus (Drury, [1773])
- I. malabarica (Moore, 1877)
- I. stolli (Moore, 1883)
- I. tambisisiana Bedford-Russel, 1981

## Hình ảnh

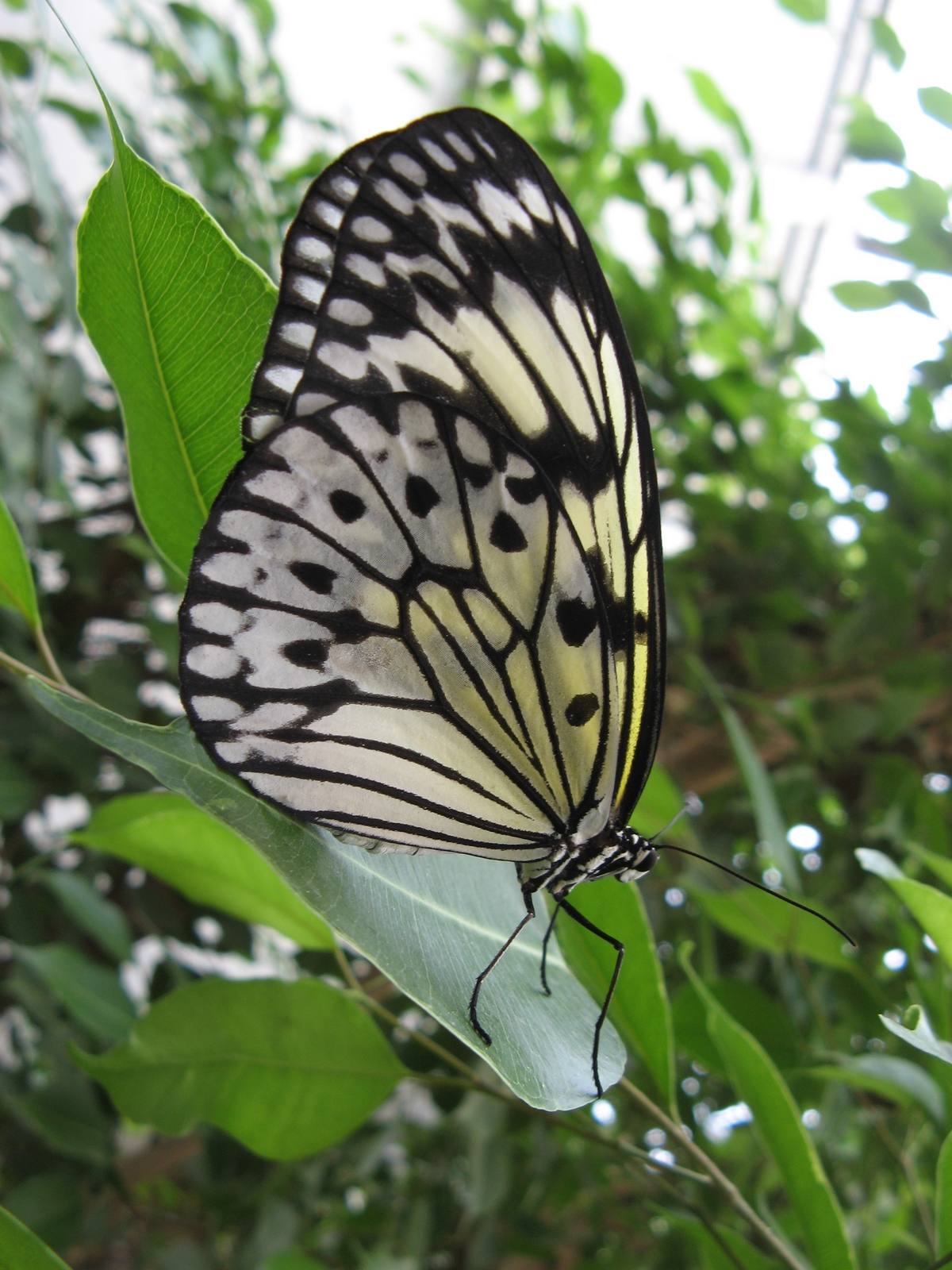
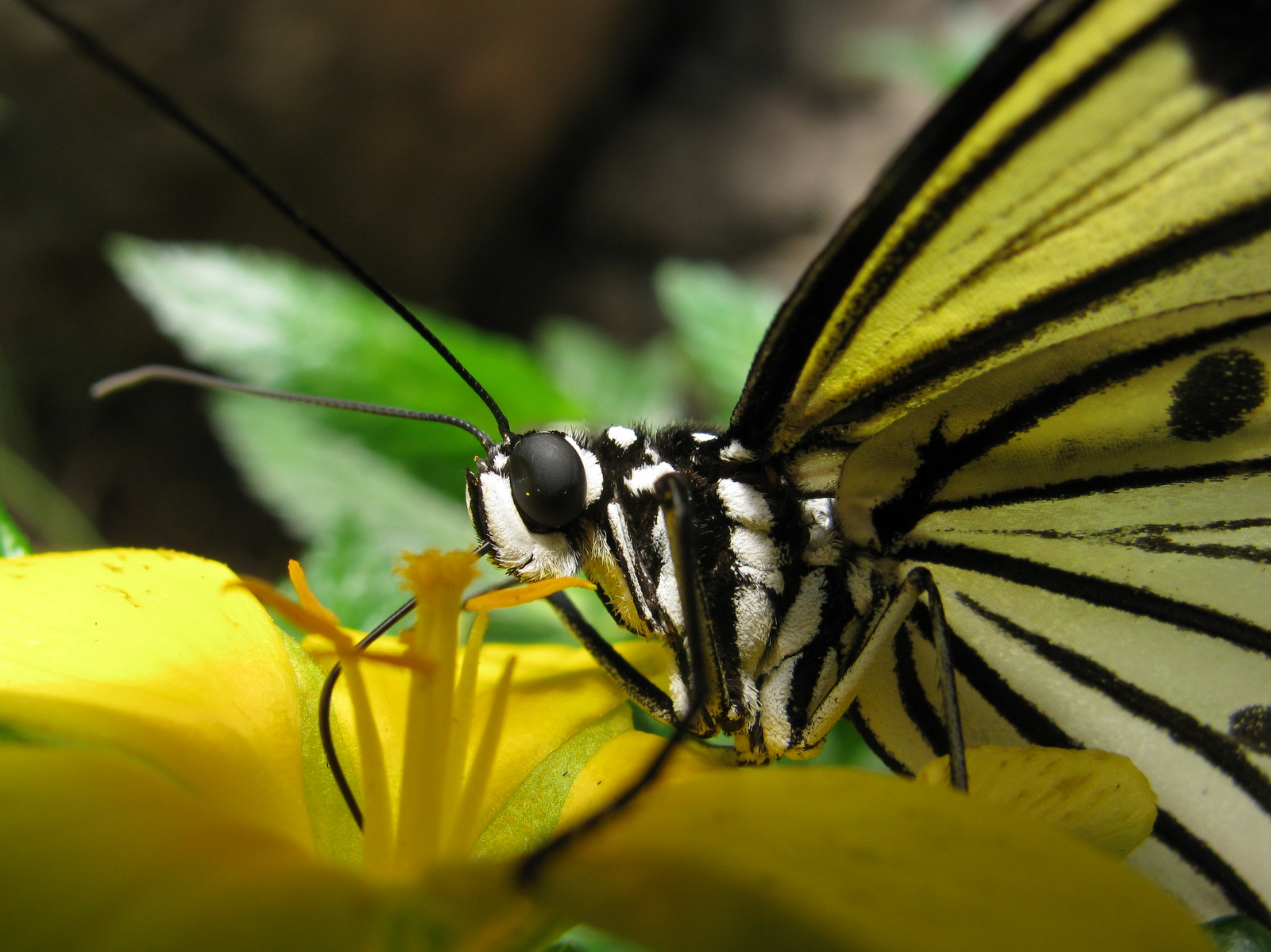
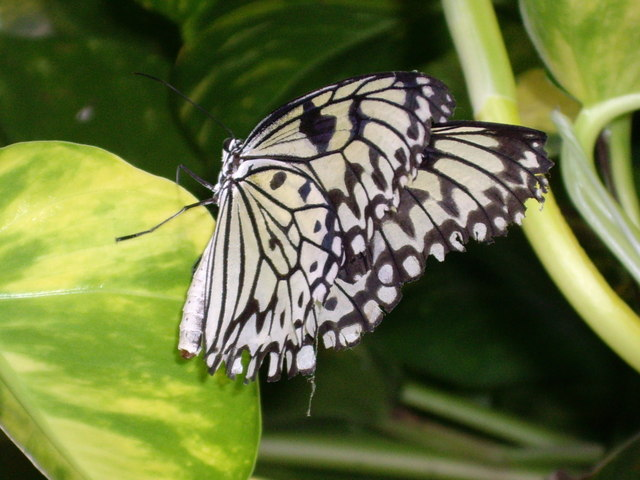
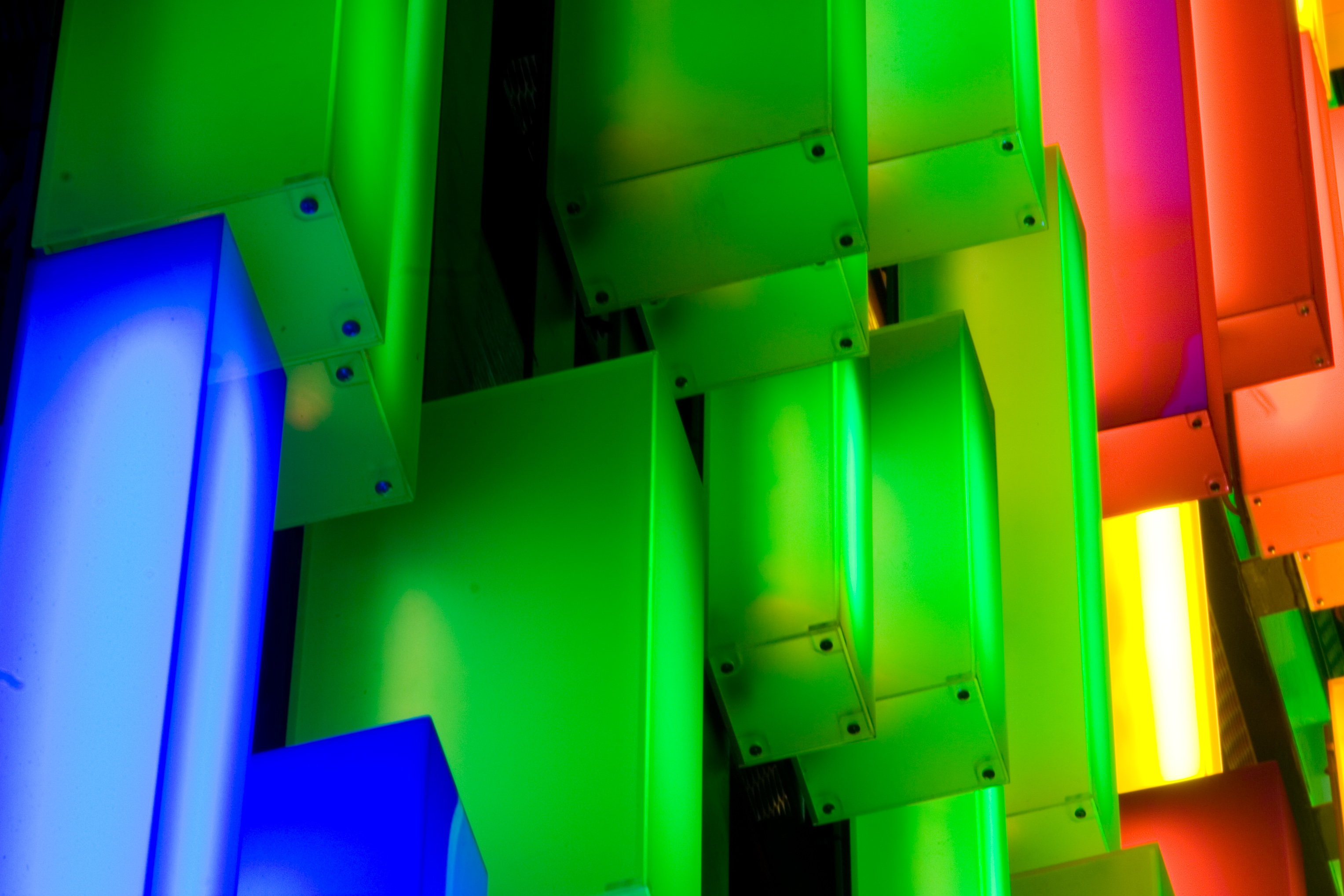